# Rovno (Petrovsko)
 Rovno  falu Horvátországban Krapina-Zagorje megyében. Közigazgatásilag Petrovskóhoz tartozik.

## Fekvése
Krapinától 2 km-re nyugatra,  községközpontjától 1 km-re délnyugatra a Horvát Zagorje területén, a megye északi részén az A2-es autópálya mellett fekszik.

## Története
A falunak 1857-ben 154, 1910-ben 216 lakosa volt. Trianonig Varasd vármegye Krapinai járásához tartozott. 
2001-ben 139 lakosa volt.

## Külső hivatkozások
Petrovsko község hivatalos oldala